# Mocímboa da Praia
Mocímboa da Praia – miasto w Mozambiku, w prowincji Cabo Delgado. W 2010 liczyło 30 950 mieszkańców.